# Changsheng (köping i Kina, lat 42,85, long 122,73)
Changsheng (kinesiska: 常胜, 常胜镇) är en köping i Kina. Den ligger i den autonoma regionen Inre Mongoliet, i den norra delen av landet, omkring 940 kilometer öster om regionhuvudstaden Hohhot. Antalet invånare är 44502. Befolkningen består av 21 657 kvinnor och 22 845 män. Barn under 15 år utgör 18,0 %, vuxna 15-64 år 74 %, och äldre över 65 år 6,0 %.
Genomsnittlig årsnederbörd är 779 millimeter. Den regnigaste månaden är juli, med i genomsnitt 186 mm nederbörd, och den torraste är januari, med 7 mm nederbörd.